# Вільногірськ (водолазний бот)
Водолазне судно «Вільногірськ» U707 — входить до складу Військово-Збройних Сил України. Названий в честь українського міста Вільногірськ, Дніпропетровської області. Побудований в 1958 році, на суднобудівному заводі Рибінська, колишнього Радянського Союзу.

## Тактико-технічні характеристики водолазного судна
Стандартна водотоннажність: 92 т.
Повна водотоннажність: 119 т.
Розміри: довжина — 28,5 м, ширина — 5,5 м, осадка — 1,7 м.
Швидкість повного ходу: 12,2 вузла.
Дальність плавання: 1760 миль при 10 вуз.
Силова установка: 1 дизель 6ЧСП23 / 30 на 450 к.с., 1 вал.
Радіотехнічне озброєння: навігаційна РЛС «Створ».
Екіпаж: 22 чол.

## Історія судна
Для проведення підводних робіт невеликої складності і в районах морів з невеликими глибинами Військово-Морського Флоту СРСР використовувалися водолазні боти різної водотоннажності. Це були або судна спеціального спорудження або різні катери, пристосовані для цього. Один із спеціальних проектів — водолазний бот пр. 522 (проект ЦКБ-19) будівництво якого тривало з 1953 по 1960 роки. Всього для Військово-Морського Флоту було побудовано більше 60-ти водолазних ботів. Устаткування включало одну водолазну станцію з допустимою робочою глибиною в 60 м, декомпресійну камеру, а також вантажну стрілу вантажопідйомністю 1,5 тонн. Автономність по запасу провізії становила 7 днів, мореплавність — 4 бали.
Водолазний морський бот «ВМ-114», заводський № 340, був побудований в 1958 році, на суднобудівному заводі Рибінська. Увійшов до складу Чорноморського флоту.
Судно перебувало в зоні бойових дій у періоди:
- 22.12.1974 р. — 25.04.1975 р. (Єгипет, м. Александрія);
- 25.11.1983 р. — 18.06.1984 р. (Сирія, м. Тартус);
- 21.10.1984 р. — 20.03.1985 р. (Сирія, м. Тартус);
- 5.04.1986 р. — 22.04.1987 р. (Сирія, м. Тартус);
- 10.04.1989 р. — 25.05.1991 р. (Сирія, м. Тартус).

З 15.11.1976 р. входив до складу 162-го дивізіону 37-ї бригади аварійно-рятувальних суден Чорноморського флоту.
У 1977 році судна даного типу були перекласифіковані в морські водолазні судна.
01.08.1997 р. «ВМ-114» був включений до складу Військово-Морських Сил України, отримав нову назву «Броди», з присвоєнням бортового номера «U707». Надалі в 2002 році було перейменовано в «Алчевськ», а з 2004 року — «Вільногірськ».
У даний час судно не на ходу, в незадовільному технічному стані, знаходиться в Стрілецькій бухті Севастополя.